# Ji, Ja, Jo
Ji, Ja, Jo (Three Jays) est une série de sept romans pour la jeunesse, sur le monde de l'équitation, parus de 1957 à 1961, écrits par Pat Smythe (1928-1996), cavalière britannique médaillée olympique,. Ils sont traduits en français et publiés de 1966 à 1970 dans la collection Bibliothèque verte.

## Trame

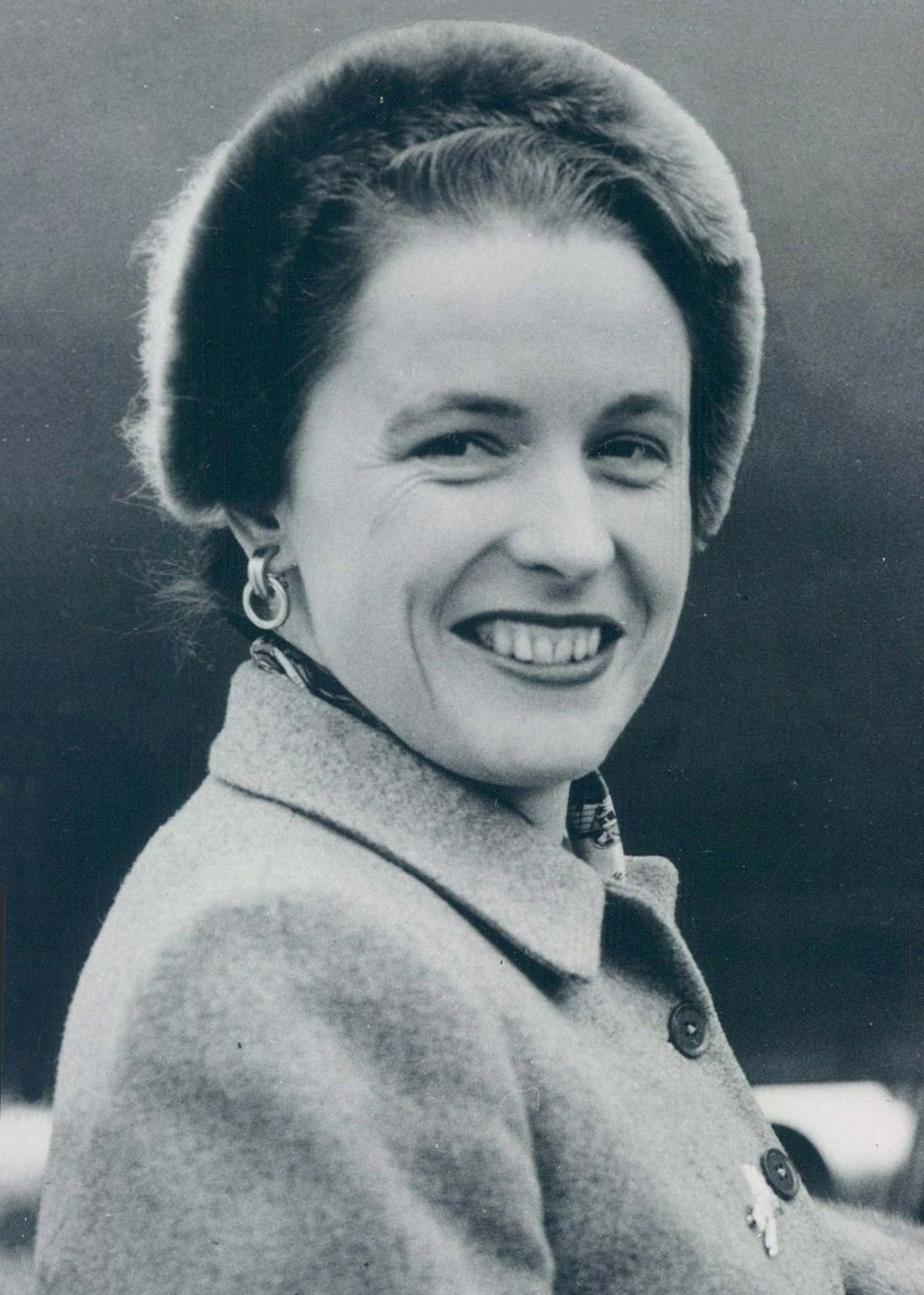
Pat Smythe en 1954, peu avant d'écrire les Ji, Ja, Jo.

Jimmy et sa sœur Josy sont des collégiens passionnés d'équitation, jeunes cavaliers talentueux. Ils font la connaissance de Jacqueline, du même âge qu'eux, excellente cavalière elle aussi, snob et très maniérée au début, mais qui s'humanise et devient leur amie, surnommée Jacky. Le trio Jimmy Jacky Josy est appelé Ji Ja Jo. 
Leur monitrice est la cavalière Pat Smythe, qui est l'auteur des ouvrages de la série. Elle est la narratrice et se met elle-même en scène dans son propre rôle de cavalière de sauts d'obstacles, et comme mentor de Ji, Ja, Jo, qui l'appellent « tante Pat ».

## Ouvrages

### Édition originale
- Jacqueline Rides for a Fall, Cassel, Londres, 1957.
- Three Jays Against the Clock, Londres, 1958.
- Three Jays on Holiday, Londres, 1958.
- Three Jays Go to Town, Londres, 1959.
- Three Jays Over the Border, Londres, 1960.
- Three Jays Go to Rome, Londres, 1960.
- Three Jays Lend a Hand, Londres, 1961.

### Publication en français
La traduction en français est assurée par Suzanne Pairault. Elle paraît dans la Bibliothèque verte de 1966 à 1970, avec des illustrations de François Batet.
- Ji, Ja, Jo et leurs chevaux, Hachette, Bibliothèque verte no 295, 1966[3].
- Le Rallye des trois amis, Hachette, Bibliothèque verte no 329, 1967[4].
- La Grande Randonnée, 1968.
- Le Grand Prix du Poney Club, 1969.
- À cheval sur la frontière, 1970.
- Rendez-vous aux jeux olympiques, 1970.

Le dernier livre en anglais, Three Jays Lend a Hand (1961), n'est pas traduit.